# IC 4220
IC 4220 је спирална галаксија у сазвјежђу Дјевица која се налази на листи објеката дубоког неба у Индекс каталогу.
Деклинација објекта је - 13° 36' 20" а ректасцензија 13h 17m 54,4s. Привидна величина (магнитуда) објекта IC 4220 износи 13,9 а фотографска магнитуда 14,8. IC 4220 је још познат и под ознакама MCG -2-34-17, PGC 46316.